# Karabin maszynowy Browning M2
M2 – amerykański wielkokalibrowy karabin maszynowy kalibru 12,7 mm zaprojektowany tuż po zakończeniu I wojny światowej przez Johna Browninga i nadal używany w Siłach Zbrojnych Stanów Zjednoczonych.

## Historia

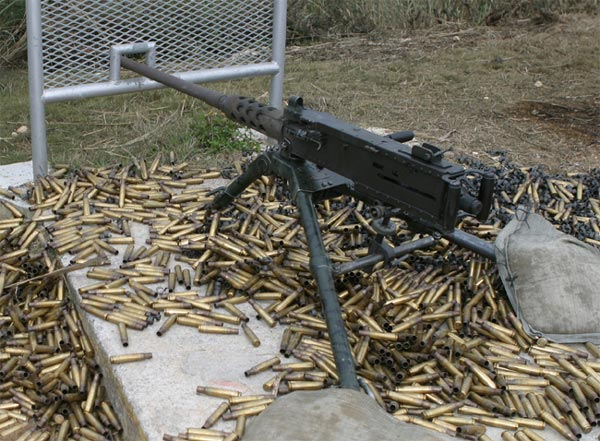
M2 otoczony łuskami

Armia amerykańska rozpoczęła swój udział w I wojnie światowej prawie bez karabinów maszynowych, w tym także wielkokalibrowych. Aby temu zaradzić postanowiono przebudować ciężki karabin maszynowy Browning M1917. Chodziło tu głównie o powiększenie kalibru broni do około 13 mm. Podążono tu śladem Niemców, którzy w ten sposób postąpili z karabinem maszynowym Maxim. Nowa broń, kalibru 12,7 mm, była gotowa w końcu roku 1918, kiedy nikt już nie był nią zainteresowany. Armia amerykańska zamówiła rozwój broni pod oznaczeniem M1921 Browning, jednakże była ona przyjęta do uzbrojenia na ograniczoną skalę do testów. Mimo braku zamówień ze strony wojska, firma Colt rozpoczęła produkcję broni na eksport pod oznaczeniem Colt Model 1924. Występowały one w wersji lądowej (chłodzonej wodą) i lotniczej (chłodzonej powietrzem, z lufą w perforowanej blaszanej osłonie). Na przełomie 1932/33 roku Colt zmienił oznaczenie wersji chłodzonej wodą na MG52, a chłodzonej powietrzem na MG53, oraz wprowadził wersję MG52-A, która mogła być zasilana amunicją z obu stron. Swoje zainteresowanie konstrukcją wyraziły również amerykańska marynarka wojenna i lotnictwo. Marynarka wojenna przyjęła do uzbrojenia udoskonaloną wersję M1924 chłodzoną wodą, a lotnictwo chłodzony powietrzem wkm M1921.
W roku 1933 doktor S. G. Green dokonał modernizacji broni. Została ujednolicona komora zamkowa i większość podzespołów, co zmniejszyło koszty produkcji. Na bazie zmodernizowanej komory zamkowej, powstało siedem odmian wkm-u nazywanego teraz M2. Były to między innymi: odmiana chłodzona wodą dla marynarki wojennej, chłodzona powietrzem, z lekkimi lufami różnej długości i zasilaniem obustronnym dla lotnictwa oraz chłodzona powietrzem z ciężką lufą dla broni pancernej. Ta ostatnia pod nazwą M2HB (ang. Heavy Barrel, pol. ciężka lufa) została w 1938 wprowadzona do uzbrojenia piechoty.
Produkcję wersji chłodzonej wodą zakończono wkrótce po rozpoczęciu II wojny światowej.
Aby skrócić bardzo długą procedurę wymiany lufy zaprojektowano do tego karabinu specjalny system zwany QCB (ang. Quick Change Barrel, pol. szybka wymiana lufy), zastosowany w belgijskiej wersji M2-HQCB. W USA poza zastosowaniem szybkowymiennej lufy zmieniono także technologię wykonania i materiały, z których wykonane są niektóre części M2, dzięki czemu udało się obniżyć masę karabinu właściwego w wersji M2-GPHMG do 27 kilogramów.

## Konstrukcja
M2 działa na zasadzie krótkiego odrzutu lufy i ma lufę chłodzoną powietrzem. Używa naboi .50 BMG (kaliber 12,7 mm).
Maksymalny zasięg M2 wynosi 4200 metrów, ale zasięg praktyczny to około 2 kilometry (strzelając z trójnogu lub z broni zamontowanej na pojeździe). W wersji „wsparcia piechoty” karabin waży około 38 kilogramów, a trójnóg typu M3 to dodatkowe 20 kilogramów.
Używany jest do wielu zadań, między innymi jako:
- broń wsparcia piechoty
- karabin przeciwlotniczy na okrętach (zazwyczaj sprzężony podwójnie, jeden z karabinów ma taśmę podawaną z lewej strony, a drugi z prawej)
- uzbrojenie główne na łodziach transportowych sił specjalnych (na przykład Mark V Special Operations Craft)
- główne lub pomocnicze uzbrojenie w różnego typu transporterach opancerzonych
- karabin maszynowy na wieżach niektórych czołgów
- uzbrojenie amerykańskich samolotów z okresu II wojny światowej (na przykład B-17 Latająca Forteca), a także F-86 Sabre z czasów wojny koreańskiej
- lekka odmiana GAU-16 używana jest jako uzbrojenie montowane w drzwiach niektórych śmigłowców.